# Valréas
Valréas település Franciaországban, Vaucluse megyében. Lakosainak száma 9285 fő (2022. január 1.). Valréas Taulignan, Montbrison-sur-Lez, Rousset-les-Vignes, Saint-Pantaléon-les-Vignes, Venterol, Vinsobres, Grillon, Richerenches és Visan községekkel határos.

## Népesség
A település népessége az elmúlt években az alábbi módon változott:
| Lakosok száma | 9519 | 9492 | 9689 | 9422 | 9426 | 9403 | 9381 | 9346 | 9285 |
|               | 2013 | 2015 | 2016 | 2017 | 2018 | 2019 | 2020 | 2021 | 2022 |